# 24899 Домініона
24899 Домініо́на (24899 Dominiona) — астероїд головного поясу, відкритий 14 січня 1997 року.
Тіссеранів параметр щодо Юпітера — 3,539.